# Милосердов, Василий Иванович
Василий Иванович Милосердов (5 мая 1920 года, село Черемное, Павловский район, Алтайский край — 27 ноября 1989 года, Пенза) — советский ученый-философ, руководящий работник высшей школы. Ректор Пензенского государственного педагогического института им. В.Г. Белинского с 1960 по 1970 гг. Заведующий кафедрой «Философия и научный коммунизм» Пензенского политехнического института с 1970 по 1982 гг. Отличник народного просвещения РСФСР (1964).  

## Биография
Родился 5 мая 1920 года в селе Черемное Павловского района Алтайского края.
В 1937 году окончил Барнаульский педагогическоий техникум.
В 1965  году Министерство просвещения  РСФСР и  республиканский комитет профсоюзов присудил ПГПИ им. В.Г. Белинского III место среди  педагогических вузов  РСФСР  в  соревновании за улучшение  условий  труда  и  быта  студентов и преподавателей. 29 июня 1969 года Президиум Всесоюзного Центрального совета профсоюзов наградил В.И. Миловердова Почётной грамотой «За активное участие в работе народных  университетов  культуры».
Является автором более 20 научных работ.

## Награды
- Орден «Знак почета» (1967);
- звание Отличник народного просвещения РСФСР (1964)
- почетный знак ДОСААФ СССР
- знаки «Победитель социалистического соревнования» (1977, 1978).